# ソーラー・ダイナミクス・オブザーバトリー
ソーラー・ダイナミクス・オブザーバトリー (Solar Dynamics Observatory, SDO)は、アメリカ航空宇宙局（NASA）が打ち上げた太陽観測衛星である。打ち上げは2010年2月11日に行われ、5年以上にわたる太陽の継続観測を予定している。この衛星は、Living With a Star (LWS)プログラムの一環である。LWSプログラムの目標は、日々の生活にも関連の深い太陽-地球系を科学的によりよく理解することである。またSDOの目的は、太陽大気を高い空間分解能・時間分解能で多波長観測し、地球と地球周辺の空間に対する太陽の影響を調査することである。SDOは、太陽磁場がどのようにして形作られ、そこに蓄えられた磁場のエネルギーがどのようにして太陽風や高エネルギー粒子、太陽光に変換されて地球周辺も含む太陽圏に放出されるのかを調査する。

## 概要
SDO衛星は、メリーランド州にあるNASAゴダード宇宙飛行センターで組み立ておよび打ち上げ前の試験がなされ、2010年2月11日にケープカナベラル空軍基地から打ち上げられた。5年3カ月にわたる軌道上での観測を予定しており、さらに5年間の追加運用も期待されている。SDOは先に打ち上げられた太陽観測衛星SOHOの後継機と位置づけられることもある。
SDOは三軸姿勢安定方式を取る衛星であり、2枚の太陽電池パネルと2基のハイゲインアンテナを備えている。SDOには3つの観測装置が搭載されており、コロラド大学ボルダー校大気宇宙物理研究所(LASP)との協力で開発されたEVE（Extreme Ultraviolet Variability Experiment,極紫外線変動観測装置)、スタンフォード大学との協力で開発されたHMI（Helioseismic and Magnetic Imager）、ロッキード・マーチン太陽天体物理学研究所との協力で開発されたAIA（Atmospheric Imaging Assembly）である。観測されたデータは、地球に送られて直ちに利用可能な状態に置かれる。

## 観測機器

### EVE
EVE（Extreme Ultraviolet Variability Experiment）は太陽の極紫外線放射を、既存の観測装置（例えばSOHOに搭載されたTIMED装置）より高い波長分解能、時間分解能、正確性をもって観測することができる。EVEでの観測により、極紫外線放射の変動と太陽磁場の変動との関係を説明する物理モデルが構築されることが期待される。
太陽から放射される高エネルギーの極紫外線は、地球の上層大気を熱し電離層を作る主要因である。太陽からの極紫外線放射は、瞬間瞬間の短時間変動とともに11年の太陽周期に沿った変動も存在する。この変動を理解することは、地球の大気の加熱や地球大気が人工衛星にもたらす抗力を理解すること、さらにGPS衛星も含む衛星通信の質を確保するうえでも重要である。
EVEはコロラド大学ボルダー校大気宇宙物理研究所のTom Woods博士が率いるチームによって製作され、2007年9月7日にゴダード宇宙飛行センターに引き渡された。EVEは、既存の装置に比べ、波長30ナノメートル以下の波長域における周波数分解能が7割、10秒ごとに測定を行うことで時間分解能も3割向上している。

### HMI
HMI（Helioseismic and Magnetic Imager）はスタンフォード大学が主導して開発された観測装置であり、太陽で起きる様々な変動を観測し、日震学の手法を用いて太陽内部を研究するとともに磁場活動についても探査を行う。MHIの観測データにより、太陽変動の仕組みや太陽表面の磁場活動に関連する太陽内部の物理状態を調査することが可能になる。また、大きく広がった太陽コロナ内の磁場の変動に関する研究も可能である。このように、HMIは太陽内部の活動と外部の磁場活動の関連を調べることが大きな目標である。HMIは太陽表面の磁場を継続観測するという面で、先に打ち上げられた太陽観測衛星SOHOの観測装置MDIの機能を拡張するものである。

### AIA
AIA（Atmospheric Imaging Assembly）は、ロッキード・マーチン太陽天体物理研究所（LMSAL）によって製作され、紫外線及び極紫外線領域の複数の波長で高い空間分解能・時間分解能を持って太陽全面を撮影することができる。AIAには波長に応じて4つの望遠鏡が搭載されており、この望遠鏡はスミソニアン天体物理観測所によってつくられたものである。
| AIA 観測波長    | スペクトル源       | 観測する太陽大気                 | 特性温度                 |
| --------------- | ------------------ | -------------------------------- | ------------------------ |
| 白色光 (450 nm) | 連続光             | 光球                             | 5000 K                   |
| 170 nm          | 連続光             | 温度最低層、光球                 | 5000 K                   |
| 160 nm          | C IV + 連続光      | 遷移層、光球上部                 | 105 and 5000 K           |
| 33.5 nm         | Fe XVI             | 活動領域コロナ                   | 2.5×106 K                |
| 30.4 nm         | He II              | 彩層、遷移層                     | 50,000 K                 |
| 21.1 nm         | Fe XIV             | 活動領域コロナ                   | 2×106 K                  |
| 19.3 nm         | Fe XII, XXIV       | コロナ、フレア領域の熱いプラズマ | 1.2×106 and 2x107 K      |
| 17.1 nm         | Fe IX              | 静穏領域コロナ、遷移層上部       | 6.3×105 K                |
| 13.1 nm         | Fe VIII, XX, XXIII | フレア領域                       | 4×105, 107 and 1.6×107 K |
| 9.4 nm          | Fe XVIII           | フレア領域                       | 6.3×106 K                |

## 通信

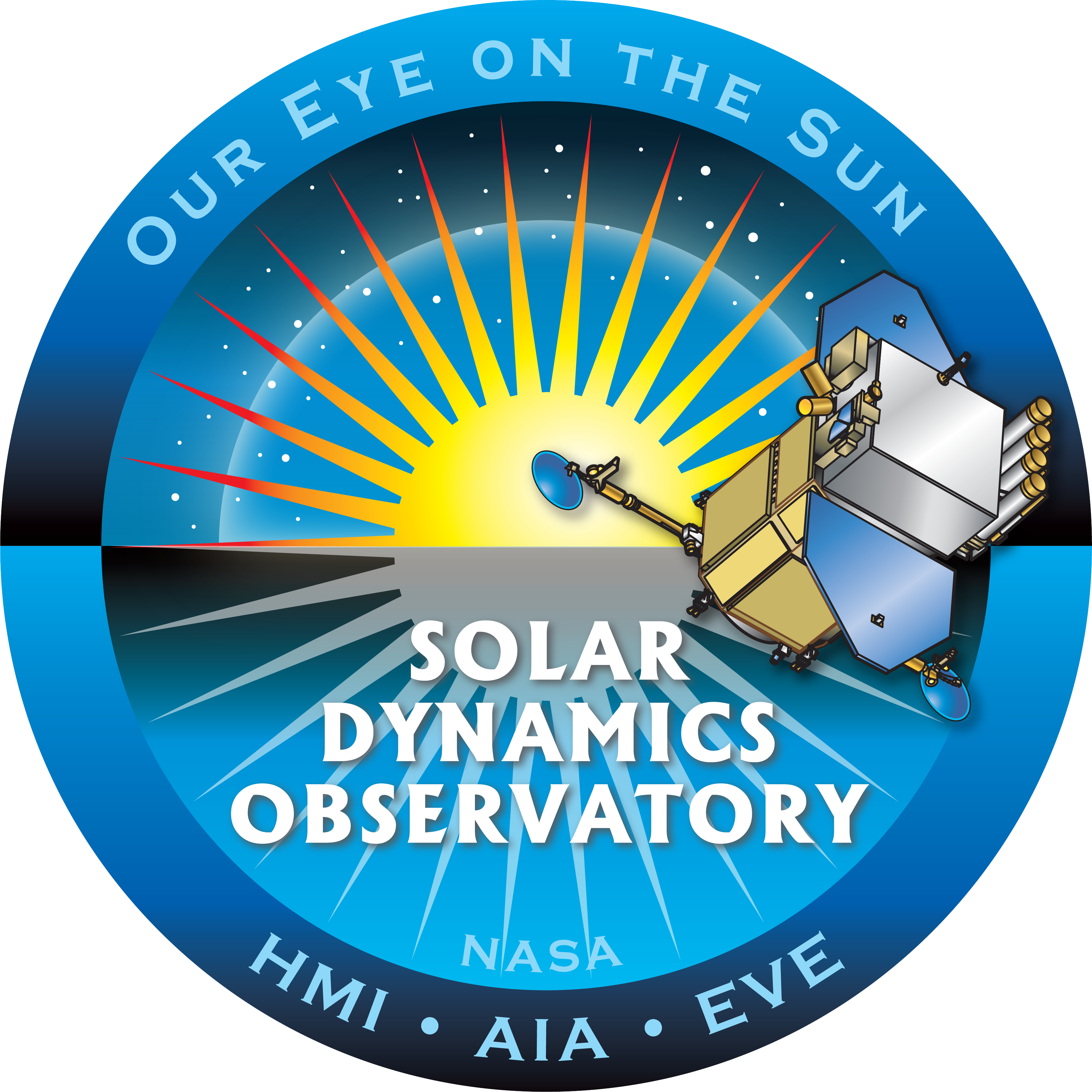
SDOのミッションパッチ

SDOは、2基のハイゲインアンテナを使って科学データをKバンドで、2基の全方向性アンテナを使ってテレメトリーデータをSバンドで、それぞれ地球に送信する。地球局はニューメキシコ州ホワイトサンズ・ミサイル実験場に建設された2基のSDO専用18mパラボラアンテナである。衛星管制はNASAゴダード宇宙飛行センターの管制室から衛星を遠隔操作することにより行われる。データレートは130Mbit/sであり、衛星は1日当たり1.5TBのデータを生成し、毎秒1.5億ビットを地球に送り返す。

## 打ち上げ
| 日時                 | 結果 | 理由       | 決定日時             | 決定時カウントダウン      | 天候確率 | その他                               |
| -------------------- | ---- | ---------- | -------------------- | ------------------------- | -------- | ------------------------------------ |
| 2010-02-10 15:26 UTC | 延期 | 天候(強風) | 2010-02-10 11:26 EST | -3:59 (T-4分ホールド直後) | 40%      | 打ち上げ可能時間は10:26から11:26 EST |
| 2010-02-11 15:23 UTC | 成功 |            |                      |                           | 60%      | 打ち上げ可能時間は10:23から11:23 EST |

NASAケネディ宇宙センターのLaunch Services ProgramがSDO衛星とロケットの結合および打ち上げを担った。SDOはケープ・カナベラル空軍基地の41番発射台（Launch Complex 41）から、アメリカ空軍のEELV（Evolved Expendable Launch Vehicle, 発展型使い捨てロケット）計画のために作られたアトラスV-401ロケットで打ち上げられた。

### 軌道
打ち上げ後、SDOは初期近地点高度2500kmで地球を周回する軌道に投入された。その後SDOは高度36000km、軌道傾斜角28.5°、西経102°の対地同期軌道に遷移した。
- SDOの3次元モデル
- SDOの観測装置
- アトラスロケットとの結合を待つSDO
- SDO打ち上げと軌道投入のアニメーション
- SDOのファーストライトで撮影された太陽フレア

## 関連記事
- 宇宙望遠鏡の一覧

### ソーシャルメディア
- Solar Dynamics Observatory (SDO) (@NASA_SDO) - X（旧Twitter）
- Solar Dynamics Observatory (SDO) (NASASDO) - Facebook
- NASA Little SDO HMI - YouTubeチャンネル

### 観測装置
- Extreme Ultraviolet Variability Experiment (EVE), コロラド大学
- ATMOSPHERIC IMAGING ASSEMBLY (AIA), ロッキード・マーチン
- Helioseismic and Magnetic Imager (HMI), スタンフォード大学
- Joint Science Operations Center - Science Data Processing HMI - AIA